# Joachim Frederik Bernstorff
Joachim Friedrich Graf von Bernstorff (* 5. Oktober 1771 in Dreilützow; † 28. Oktober 1835 in Cismar) war dänischer Kammerherr, Geheimer Konferenzrat, außerordentlicher dänischer Abgesandter und bevollmächtigter Minister am Kongress in Wien 1814/15, dänischer Gesandter in Wien, Inhaber des Großkreuzes des Dannebrogordens und Ritter des Elefanten-Ordens.

## Leben
Er war der Sohn des Außenministers Andreas Peter von Bernstorff und dessen Ehefrau Henriette Frederikke, geborene Gräfin zu Stolberg-Stolberg (1747–1782). Sein älterer Bruder war der Staatsmann und Diplomat Christian Günther von Bernstorff.
Bernstorff erhielt neben dem Stammgut Neuendorf, das zu ¾ seinem Vater durch dessen Heirat mit den beiden Töchtern des Ehepaares Christian Günther Graf zu Stolberg-Stolberg und Christiane Charlotte Gräfin zu Castell-Remlingen gehört hatte, auch das Gut Borstel, das er jedoch bereits ein Jahr nach der Erbschaft, im Jahr 1798, an den Niederländer Matthias (Matthijs) Ooster für 314.000 Reichstaler verkaufte, um noch im selben Jahr das Gut Lehmkuhlen östlich von Preetz für 236.000 Reichstaler zu erwerben.

## Familie
Bernstorff war seit dem 9. Mai 1795 mit Sophia Henriette Elisabeth von Blücher (* 15. Mai 1770 Lindewitt/südwestlich von Flensburg; † 29. Januar 1807 Schloss Bernstorff/Gentofte) verheiratet. Er hatte drei Töchter: 
- Henriette Sophie Auguste Charlotte (* 25. September 1803; † 14. Januar 1850) ⚭ Karl Ferdinand Heinrich von Roeder (1787–1856)
- Marianne Amalie (* 12. Februar 1805; † September 1831) ⚭ Heinrich Friedrich von Itzenplitz (1799–1883)
- Sophie (* 29. Januar 1807; † 7. März 1857) ⚭ Theodor von Reventlow (1801–1873)